# Microkayla wettsteini
Microkayla wettsteini is een kikker uit de familie Craugastoridae. De soort komt voor in Bolivia. Microkayla wettsteini wordt bedreigd door het verlies van habitat.